# Diamond Horseshoe

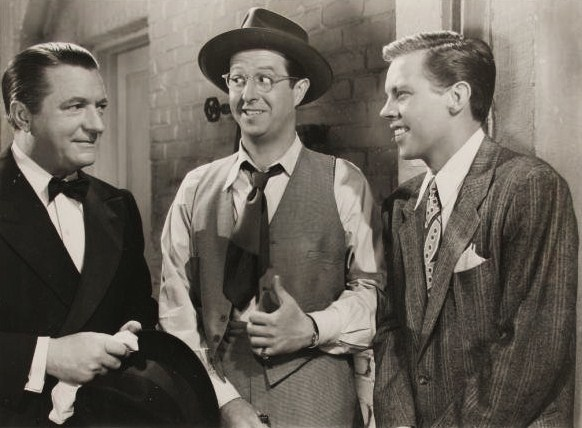
cena do filme

Diamond Horseshoe é um filme de comédia musical estadunidense dirigido por George Seaton e estrelado por Betty Grable e Dick Haymes. Embora tenha arrecadado mais de US$ 3 milhões nas bilheterias, o filme não foi um sucesso financeiro por causa de seus altos custos de produção. Foi lançado em 2 de maio de 1945 pela 20th Century Fox.

## Sinopse
Joe Davis Jr. (Dick Haymes) é um jovem estudante de medicina, que tem o sonho de ser crooner de uma orquestra, e acaba se envolvendo com a showgirl Bonnie Collins (Betty Grable).

## Elenco
- Betty Grable como Bonnie Collins
- Dick Haymes como Joe Davis Jr.
- William Gaxton como Joe Davis Sr.
- Beatrice Kay como Claire Williams
- Phil Silvers como Blinkie Miller
- Margaret Dumont como Mrs. Standish
- Carmen Cavallaro como Ela mesma
- Eddie Acuff como Clarinet Player
- Hal K. Dawson como Sam Carter
- Cathy Downs como Miss Cream Puff
- Jean Fenwick como Lady Be-Good
- Bess Flowers como Duquesa
- Gladys Gale como Corista
- Edward Gargan como Grogan, ajudante de palco
- Mack Gray como Mack, o garçom
- Reed Hadley como Estagiário
- Frank Mills como Waiter

## Produção
Billy Rose vendeu à Twentieth Century-Fox os direitos de usar o nome de sua famosa boate, The Diamond Horseshoe, para este filme por US$ 75 mil dólares. Rose decidiu vender para a Fox ao receber garantias por escrito de que Betty Grable o estrelaria. O filme marcou o retorno dela ao cinema após um ano de licença maternidade. Diamond Horseshoe foi o primeiro filme de George Seaton como diretor.